# Tratado de las Aguas del Indo
El tratado de las Aguas del Indo (en inglés: Indus Waters Treaty, en hindi: सिंधु जल संधि; en urdu: سندھ طاس معاہدہ) es un tratado sobre la redistribución y utilización de las aguas del río Indo entre India y Pakistán, concluido mediante la intervención del Banco Mundial. El tratado fue firmado en Karachi el 19 de septiembre de 1960 por el primer ministro indio, Jawaharlal Nehru, y el presidente paquistaní, Ayyub Khan.

## Contexto histórico

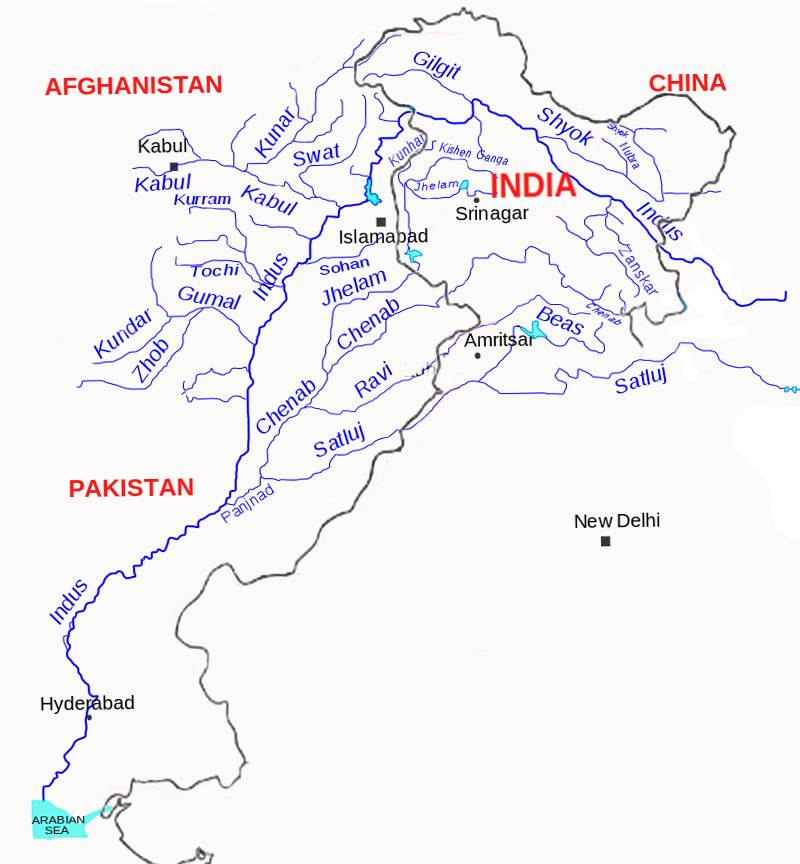
Cuenca del río Indo.

Las aguas de la cuenca del río Indo tienen su origen en las montañas tibetanas y el Himalaya, en los estados y territorios de Jammu y Cachemira, Ladaj e Himachal Pradesh, y fluyen río abajo hacia los estados de Punyab, Sind, Jammu y Cachemira e Himachal Pradesh. Estos luego convergen en la llanura de Pakistán y desembocan en el mar Arábigo al sur de Karachi. Donde antes sólo había pequeñas franjas de tierra irrigada, el desarrollo agrícola de la zona durante el siglo XX propició la creación de una gran red de canales que proveen de agua a un área de unos 110.000 km², la más grande del mundo en términos de aprovechamiento de aguas de un único río.
Después de la partición de la India tras la independencia del Reino Unido, surgió un conflicto por el control de las abundantes aguas del Indo. Los nuevos países estaban en desacuerdo sobre cómo compartir y controlar la cuenca hidrográfica en su totalidad. El principal detonante del conflicto era geográfico: la India controlaba las cabeceras de los principales afluentes del Indo, por lo que Pakistán veía amenazada su principal forma de sustento. Donde la India vio oportunidades para su desarrollo, Pakistán se veía privado de la posibilidad de regar sus zonas agrícolas.
Durante el primer año tras la partición, las aguas fueron reguladas por el Acuerdo Interdominio del 4 de mayo de 1948. Este tratado obligaba a la India a liberar la cantidad de agua necesaria para las necesidades de Pakistán a cambio de un pago anual por parte del gobierno paquistaní. El acuerdo se realizó para satisfacer las necesidades del momento, mientras que posteriormente se realizaron nuevas negociaciones para obtener una solución permanente. Sin embargo, ambas partes no querían ceder en sus posiciones, lo que llevó las negociaciones a un punto muerto.
Desde el punto de vista indio, no había absolutamente nada que Pakistán pudiera hacer para disuadir a la India de desviar el curso de los afluentes. En ese momento Pakistán dijo que quería resolver la cuestión a través de la Corte Internacional de Justicia, pero India se negó, diciendo que la cuestión debía resolverse bilateralmente, lo que se hizo en 1960.

## Contenido
En virtud de este acuerdo, el control de las aguas de los tres ríos "orientales" de la India (el Beas, el Ravi y el Sutlej) fue otorgado a la India, mientras que el control de los tres ríos "occidentales" de la India (el Indo, el Chenab y el Jhelum) fue otorgado a Pakistán. Más controvertida, sin embargo, fue la disposición sobre cómo se compartirían las aguas. Dado que los ríos de Pakistán reciben la mayor parte de su agua de la India, los tratados otorgan a la India un uso limitado de las aguas de los ríos "occidentales" para la agricultura y un uso ilimitado para la generación de energía, el uso doméstico y las actividades que no consumen agua; En cualquier caso, a la India se le prohíbe construir embalses para almacenar y limitar los flujos de agua. Según el tratado, la India tiene derecho a utilizar aproximadamente el 20% del agua de la cuenca del Indo, mientras que Pakistán tiene derecho a explotar la parte restante. Desde la ratificación del tratado, India y Pakistán no se han visto involucrados en una "guerra del agua" y la mayoría de las disputas se han resuelto a través de medios legales, haciendo referencia al propio tratado. Por estas mismas razones, el Tratado de las Aguas del Indo se considera el mejor intento de compartir el agua en el mundo, aunque algunos académicos creen que es necesario actualizarlo e incluir la lucha contra el cambio climático entre sus objetivos.